# Марко Стант
Ноа Нелмс (англ. Noah Nelms, род. 30 июля 1996, Парагулд, Арканзас) — американский рестлер и певец, в настоящее время выступающий в All Elite Wrestling (AEW) под именем Марко Стант. Он также известен по выступлениям в Game Changer Wrestling и IWA Mid-South.

## Ранняя жизнь
Нельмс родился 30 июля 1996 года в семье Лори Нельмс и бывшего пастора и миссионера Дуиндла Нельмса. В детстве Нелмс заинтересовался рестлингом благодаря своему отцу. В видеоинтервью Криса Ван Влита Нелмс рассказал, что из-за того, что его отец был пастором, Нелмс и его семья жили в нескольких разных штатах нижней части Среднего Юга, а также в Коста-Рике и Никарагуа. Нелмс окончил среднюю школу Льюисбурга. В подростковом возрасте Нелмс выиграл школьное шоу талантов, а также добился небольшого успеха, исполняя гитарные каверы на YouTube, загруженные его родителями.

## Карьера в рестлинге

### Независимые промоушны (2015–2019)
Стант начал тренироваться, когда ему было 18 лет. В январе 2018 года он дебютировал на 800-м шоу IWA Mid-South, проиграв в четырёхстороннем матче. На Game Changer Wrestling Joey Janela's Lost In New York Стант проиграл KTB;[9] однако, это выступление стало популярным среди поклонников рестлинга в интернете. Это выступление привлекло внимание Коди Роудса и «Янг Бакс», которые пригласили Станта на шоу All In. На All In Стант участвовал в пре-шоу.

### All Elite Wrestling (2019–н.в.)
Марко Стант дебютировал на шоу AEW Double or Nothing в рамках Casino Battle Royal, выйдя на ринг после розыгрыша пик. Он был устранен с ринга Эйсом Ромеро. Позже было подтверждено, что Стант подписал контракт с AEW. Стант нашёл союзников в виде Джангл Боя и Лучазавра на шоу Being The Elite после того, как были показаны фрагменты, в которых Стант подвергался травле со стороны других членов раздевалки. Трио образовало группу «Юрский экспресс». «Юрский экспресс» были заявлены на первый турнир за титул командных чемпионов AEW, где в первом раунде сразились с «Луча-братьями». Марко Стант заменил Лучазавра в команде из-за того, что Лучазавр получил травму подколенного сухожилия. Однако Джангл Бой и Марко Стант проиграли Луча-братьями», вылетев из турнира.

## Личная жизнь
У Нелмса есть младший брат, который также является рестлером под именем Логан Стант. Нелмс помогает вести семейный подкаст под названием Stunt Family Podcast. В детстве Биг Шоу был любимым рестлером Нелмса, а также Рей Мистерио, Кейн, Крис Джерико, Эдди Герреро и Гробовщик.

## Титулы и достижения
- Cape Championship Wrestling
  - CCW Heavyweight Championship (1 раз)[8]
  - CCW Tag Team Championship (1 раз) — с Майки Макфиннеганом[9]
- DDT Pro-Wrestling
  - Чемпион железных людей в хеви-металлическом весе (1 раз)
- Pro Wrestling Illustrated
  - № 182 в топ 500 рестлеров в рейтинге PWI 500 в 2020[10]
- Revolution Eastern Wrestling
  - REW Pakistan 24/7 Championship (1 раз)
- Scenic City Invitational
  - Futures Showcase Tournament (2018)[11]
- Southern Underground Pro
  - SUP Bonestorm Championship (1 раз)[12]